# 水府森家
水府森家（すいふもりけ）は、徳川光圀に採り立てられた森尚謙に始まる、水戸藩の儒学者の家系である。「水府」は水戸を漢風に呼んだ異称である。その屋敷から厳塾とも呼ばれ、代々藩主の顧問として、医師、史官、侍講、秘書懸などを勤めた。家禄200石15人扶持中士（同じ200石ながら、家格として、後に水戸史館に入る立原家、藤田家に先んじる）。同藩における『大日本史』の編纂事業にその当初から携わり、その天皇一系の紀伝体の基調を形作り、公武合体を持論としつつも、藩内外の尊皇攘夷派と交流して、明治維新の起点を作った。
幕末において、保守的な立原家と革命的な藤田家が激しく対立する中、藩主側近の江戸秘書懸として藩内両派の仲裁に努め、天狗党の乱およびその後の事態を収拾し、戊辰戦争においても尊皇攘夷派との連携を図り、かろうじて水戸藩の命脈を保った。維新後も愛書家、史学者、芸術家として、その家風を引き継いでいる。

## 水府森家（厳塾）
- 宇多源氏：人皇（5代）宇多天皇
- 佐々木氏：敦賓親王（佐々木秀義）― 高綱（四郎） 〈墓所：高野山〉
- 松本宗佐 〈墓所：松本正行寺（信濃国）〉
- 松本助持 〈墓所：覚應寺（大阪）〉
- 森性壽（森壽庵） 〈墓所：紫野大徳寺（京都）〉
- 森尚謙（森厳塾）：初代（1653年 - 1721年 享年69） 〈墓所：神崎寺（水戸）〉
- 森尚生：第2代（1676年 - 1730年 享年54） 〈墓所：神崎寺（水戸）〉
- 森尚賢（森杏庵）：第3代（1644年 - 1721年 享年77） 〈墓所：神崎寺（水戸）〉
- 森尚克（森貞庵）：第4代（1730年 - 1802年 享年72） 〈墓所：神崎寺（水戸）〉
- 森尚徳（森海庵、森勇庵）：第5代（1758年 - 1814年 享年56） 〈墓所：鎌倉浄光明寺（鎌倉）〉
- 森尚源（森性、森庸軒、森一好、森万蔵）：第6代（1785年 - 1827年 享年43） 〈墓所：神崎寺（水戸）〉
- 森蔚：（森太郎衛門）第7代（1814年 - 1868年 享年55） 〈墓所：神崎寺（水戸）〉
- 森鴻次郎：第8代（1861年 - 1928年 享年67） 〈墓所：養源寺（東京都文京区千駄木）〉
- 森威男：第9代（1897年 - 1961年 享年63） 〈墓所：養源寺（東京都文京区千駄木）〉
- 森日出人：第10代（1942年 - ） 東京都町田市真光寺

## 資料
- 水戸彰考館『水府系纂』第四八巻「貞享年中奉仕輩累系」
- 柴田光彦『翻刻博画堂漫録』序文「昭和53年3月刊 早稲田大学図書館紀要第19号抜刷」